# Frontbann 24
Frontbann 24 war eine rechtsextremistische Kameradschaft, die seit etwa 2008 in Berlin auftrat. Sie wurde am 5. November 2009 vom Berliner Innensenator Ehrhart Körting verboten, da sie verfassungsfeindlich sei und die Nähe zum Nationalsozialismus pflege.
Sie galt nach den Verboten der Kameradschaft Tor Berlin (KTB) und der Berliner Alternative Süd-Ost (BASO) 2005 als einzige relevante rechtsextremistische Kameradschaft in Berlin. Ihr Name bezog sich auf die 1924 gegründete Vorläuferorganisation der SA namens Frontbann.
Die Kameradschaft wurde durch unzufriedene Mitglieder des NPD-Kreisverbandes 6 (Treptow-Köpenick) gegründet. Ihr regionaler Schwerpunkt lag in Schöneweide, weitere Ortsgruppen gab es in Lichtenberg, Marzahn-Hellersdorf und Neukölln. Die etwa 60 Mitglieder waren größtenteils im Alter zwischen 30 und 45 Jahren, besaßen rechtsextremistische Vorerfahrungen und wurden als gewaltbereit eingestuft. Bis zu ihrem Verbot galt die Kameradschaft als die am schnellsten wachsende Neonazi-Organisation in Berlin.
Die Kameradschaft verwendete Namen und Symbolik des historischen Nationalsozialismus wie Wappen mit Reichsadler, Fahne mit schwarz-weiß-rotem Schriftzug oder  schwarze SA-ähnlichen Uniformen. Sie trat bei mehreren rechtsextremistischen Demonstrationen und Mahnwachen wie dem so genannten Trauermarsch in Dresden am 13. Februar oder der Demonstration zum 60. Jahrestag des Grundgesetzes unter dem Motto 60 Jahre Lüge sind genug am 23. Mai 2009 in Luckenwalde auf.